# بخش کانسی‌رام‌نگر
بخش کانسی‌رام‌نگر (به انگلیسی: Kasganj district) یک بخش در هند است که در ناحیه علی‌گره واقع شده‌است. بخش کانسی‌رام‌نگر ۱٬۹۹۳ کیلومتر مربع مساحت و ۱٬۴۳۸٬۱۵۶ نفر جمعیت دارد.